# Aloe porphyrostachys
Aloe porphyrostachys é uma espécie de liliopsida do gênero Aloe, pertencente à família Asphodelaceae.